# 181 Rezerwowa Kompania Saperów
181 Rezerwowa Kompania Saperów (181 rez. ksap) – pododdział saperów Wojska Polskiego II RP.

## Historia kompanii
Mobilizację rezerwowej kompanii saperów nr 181 w 8  batalionie saperów rozpoczęto 24 sierpnia, z chwilą ogłoszenia mobilizacji alarmowej. Mobilizacja była prowadzona w koszarach batalionu oraz okolicznych budynkach użyteczności publicznej i została zakończona 27 sierpnia.

181 rezerwowa kompania saperów przydzielona została do Armii „Pomorze” i bezpośrednio podlegały dowódcy saperów Armii, ppłk. Emilowi Strumińskiemu.
Po zakończeniu czynności mobilizacyjnych ze sformowanych kompanii saperów utworzono Zbiorczą Grupę kompanii saperów rezerwowych, na dowódcę której wyznaczono majora w  stanie spoczynku Wiktora Krajewskiego,  kompanie przebywały w Toruniu, prowadząc prace umocnieniowe na przedpolu Torunia oraz  prace przygotowujące do zniszczeń w mieście.

6 września dowódca saperów Armii ppłk Strumiński wydał rozkaz wysadzenia nocą z 6 na 7 września obu mostów w Toruniu i przemieszczenie się w rejon Łącka.

12 września, z chwilą powołania GO gen. bryg. Michała Tokarzewskiego- Karaszewicza mjr Wiktor Krajewski został wyznaczony na dowódcę
saperów GO.

13 września 181 rezerwowa kompania saperów opuściła Łąck, maszerując przez Gąbin i Pacyny w rejon Żychlina i dalej  w rejon Luszyna.

15 września w wyniku niemieckich nalotów znajdująca się w rejonie majątku Luszyn 181 rezerwowa kompania saperów  poniosła ciężkie straty w ludziach i sprzęcie,  straciła 50% stanu osobowego. 
Większość żołnierzy kompanii dostała się do niemieckiej niewoli na zachodnim brzegu Bzury.

## Struktura i obsada etatowa
- dowódca kompanii – kpt Stanisław Graczyk